# Hakka
Els hakka (en xinès: 客家, en pinyin: Kèjiā), o han hakka, són xinesos han que originàriament parlaven hakka i que viuen o són originaris de les províncies de Guangdong, Jiangxi, Guangxi, Sichuan, Hunan i Fujian, a la Xina. Tot i que la gran majoria dels hakka viuen a Guangdong, tenen una identitat prou diferenciada dels cantonesos.
Els ideogrames xinesos de hakka (客家) signifiquen literalment "les famílies convidades". Els ancestres del poble hakka van emigrar des del nord de la Xina fa milers d'anys. Modernament, des del seu territori actual, els hakka han emigrat arreu del món. La població total dels hakka és d'uns 80 milions, tot i que només uns 30 milions parlen hakka actualment. El poble hakka ha tingut una influència important en la història de la Xina i del món, especialment perquè n'han sortit nombrosos revolucionaris, caps de govern i militars, com, per exemple, Sun Yat-sen, considerat el pare de les dues Xines modernes, o Deng Xiaoping, líder comunista xinès.